# 9910 Vogelweide
9910 Vogelweide è un asteroide della fascia principale. Scoperto nel 1973, presenta un'orbita caratterizzata da un semiasse maggiore pari a 2,8708851 UA e da un'eccentricità di 0,0293027, inclinata di 3,36866° rispetto all'eclittica.